# Бідило (село)
Біди́ло — село в Україні, у Краснокутській селищній громаді Богодухівського району Харківської області. Населення становить 142 осіб. До 2020 орган місцевого самоврядування — Олексіївська сільська рада.

## Географія
Село Бідило знаходиться в балці Хрестова по якій протікає пересихаюча річка Княжна з загатами. Примикає до села Червоний Прапор.

## Історія
12 червня 2020 року, розпорядженням Кабінету Міністрів України № 725-р «Про визначення адміністративних центрів та затвердження територій територіальних громад Харківської області», увійшло до складу Краснокутської селищної громади.
19 липня 2020 року, в результаті адміністративно-територіальної реформи та ліквідації Краснокутського району, село увійшло до складу Богодухівського району.